# Pauah Kamba
Pauah Kamba is een bestuurslaag in het regentschap Padang Pariaman van de provincie West-Sumatra, Indonesië. Pauah Kamba telt 6075 inwoners (volkstelling 2010).